# Rschyschtschiw
Rschyschtschiw (ukrainisch Ржищів; russisch Ржищев/Rschischtschew) ist eine Stadt in der Ukraine in der Oblast Kiew. Die Stadt liegt etwa 63 Kilometer südöstlich der Oblasthauptstadt Kiew am rechten Ufer des Dnepr und der Mündung des Lehlytsch.

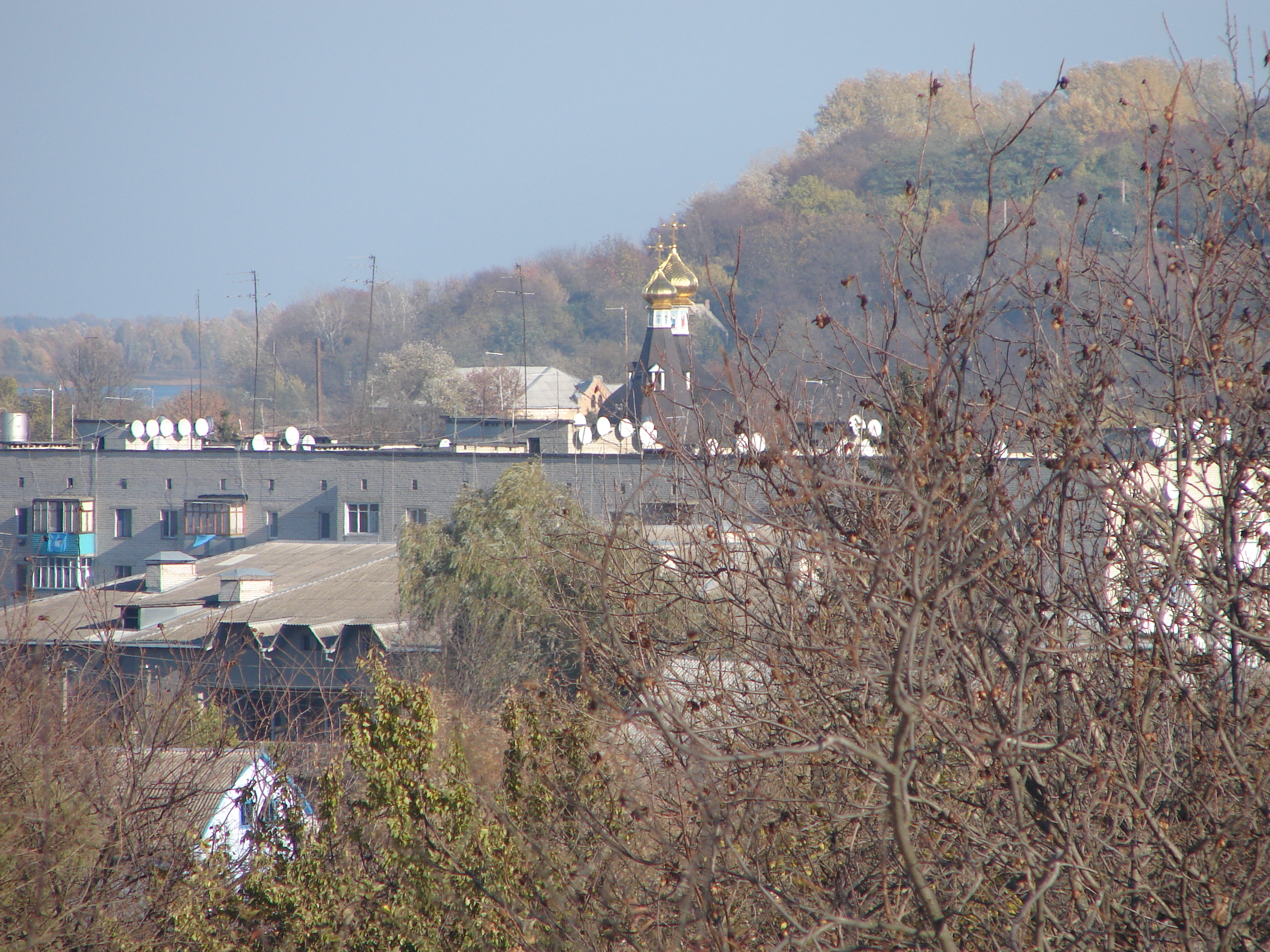
Blick auf die Innenstadt

## Geschichte
Die Gründung der Stadt ist unbekannt und sagenumwoben, die erste schriftliche Erwähnung von 1151 verzeichnet schon eine Befestigung. 1506 erhält der Ort durch Sigismund von Luxemburg das Magdeburger Stadtrecht verliehen. Dank seiner Lage am Dnepr hatte der Ort eine wichtige Stellung im Handel mit Russland, diese stagnierte allerdings ab der Mitte des 19. Jahrhunderts. 1960 erhielt der Ort den Status einer Siedlung städtischen Typs und seit dem 6. Juni 1995 hat Rschyschtschiw auch wieder das Stadtrecht.

## Verwaltungsgliederung
Am 12. Juni 2020 wurde die Stadt zum Zentrum der neugegründeten Stadtgemeinde Rschyschtschiw (Ржищівська міська громада/Rschyschtschiwska miska hromada). Zu dieser zählen die 23 in der untenstehenden Tabelle aufgelisteten Dörfer, bis dahin bildete sie die gleichnamige Stadtratsgemeinde Rschyschtschiw (Ржищівська міська рада/Rschyschtschiwska miska rada) unter Oblastverwaltung stehend im Nordosten des ihn umgebenden Rajons Kaharlyk.
Am 17. Juli 2020 kam es im Zuge einer großen Rajonsreform zum Anschluss des Rajonsgebietes an den Rajon Obuchiw.
Folgende Orte sind neben dem Hauptort Rschyschtschiw Teil der Gemeinde:
| Name                          | Name                 | Name                                     |
| ukrainisch transkribiert      | ukrainisch           | russisch                                 |
| ----------------------------- | -------------------- | ---------------------------------------- |
| Balyko-Schtschutschynka       | Балико-Щучинка       | Балыко-Щучинка (Balyko-Schtschutschinka) |
| Chodoriw                      | Ходорів              | Ходоров (Chodorow)                       |
| Dibriwka                      | Дібрівка             | Дибровка (Dibrowka)                      |
| Dudari                        | Дударі               | Дудари (Dudari)                          |
| Hrebeni                       | Гребені              | Гребени (Grebeni)                        |
| Hruschiw                      | Грушів               | Грушев (Gruschew)                        |
| Jabluniwka                    | Яблунівка            | Яблоновка (Jablonowka)                   |
| Juschky                       | Юшки                 | Юшки (Juschki)                           |
| Kusmynzi                      | Кузьминці            | Кузьминцы (Kusminzy)                     |
| Lypowyj Rih                   | Липовий Ріг          | Липовый Рог (Lipowy Rog)                 |
| Malyj Bukryn                  | Малий Букрин         | Малый Букрин (Maly Bukrin)               |
| Onazky                        | Онацьки              | Онацки (Onazki)                          |
| Panikartscha                  | Панікарча            | Паникарча (Panikartscha)                 |
| Piwzi                         | Півці                | Певцы (Pewzy)                            |
| Piji                          | Пії                  | Пии                                      |
| Romaschky                     | Ромашки              | Ромашки (Romaschki)                      |
| Stajky                        | Стайки               | Стайки (Staiki)                          |
| Stritiwka                     | Стрітівка            | Стретовка (Stretowka)                    |
| Uljanyky                      | Уляники              | Ульяники (Uljaniki)                      |
| Wedmediwka                    | Ведмедівка           | Ведмедевка (Wedmedewka)                  |
| Welykyj Bukryn                | Великий Букрин       | Великий Букрин (Weliki Bukrin)           |
| Welyki Prizky                 | Великі Пріцьки       | Великие Прицки (Welikije Prizki)         |
| Wysselka (bis 2016 Petriwske) | Виселка (Петрівське) | Выселка/Петровское (Petrowskoje)         |

## Söhne und Töchter der Stadt
- Jelena Andrejewna Gan (1813–1842), russische Schriftstellerin
- Lina Kostenko (* 1930), ukrainische Dichterin